# Claudio de Curtis
Claudio de Curtis (falecido em 1595) foi um prelado católico romano que serviu como bispo de Crotone (1591–1595).

## Biografia
No dia 3 de novembro de 1591, Claudio de Curtis foi nomeado durante o papado de Inocêncio IX como Bispo de Crotone. A 16 de fevereiro de 1592, foi consagrado bispo por Giulio Antonio Santorio, cardeal-sacerdote de San Bartolomeo all'Isola com Flaminio Filonardi, bispo de Aquino, e Leonard Abel, bispo titular de Sidon, servindo como co-consagradores. Curtis serviu como Bispo de Crotone até à sua morte em 1595.